# هيمتري
الهيمتري (بالإنجليزية: Himetric)، هي وحدة طولية مستقلة عن الدقة. دورها يشبه دور التويب، إلا أن حجمها جزء من مائة من المليمتر. تستخدم بشكل أساسي في عملية ربط الكائنات وتضمينها، وفي التقنيات المشتقة، مثل: أكتيف إكس،  مكتبة القوالب النشطة،  وفيجوال بيسك حتى الإصدار 6.